# Капседе
Ка́пседе (латыш. Kapsēde) — село в Латвии, центр Медзской волости Южно-Курземского края. Расстояние до города Лиепая составляет около 17 км. По данным на 2017 год, в населённом пункте проживало 475 человек.
В Капседе находится волостная администрация, начальная школа, детский сад, культурный центр, библиотека. На западе от Капседе находятся два валуна.

## История
В советское время населённый пункт был центром Медзского сельсовета Лиепайского района. В селе располагалась центральная усадьба совхоза «Медзе».